# Ficus trichocerasa
Ficus trichocerasa är en mullbärsväxtart. Ficus trichocerasa ingår i släktet fikonsläktet, och familjen mullbärsväxter.

## Underarter
Arten delas in i följande underarter:
- F. t. pleioclada
- F. t. trichocerasa